# Sövdesjön
Sövdesjön är en sjö i Sjöbo kommun i Skåne och ingår i Kävlingeåns huvudavrinningsområde. Sjön är 8,1 meter djup, har en yta på 2,72 kvadratkilometer och befinner sig 34 meter över havet. Sövdesjön ligger i Sövdesjön Natura 2000-område och skyddas av fågeldirektivet. Sjön avvattnas av vattendraget Klingavälsån. Vid provfiske har bland annat abborre, gers, gädda och gös fångats i sjön.
Sövdesjön är långgrund och omgiven av sandstränder. Den har god vattenkvalitet och används ofta för bad. Det finns flera anlagda badplatser. Den mest lättillgängliga ligger i norra delen av sjön, invid Sövde samhälle. I Sövdesjön häckar bland annat svarttärna, vattenrall och ett stort antal änder. Sjön avvattnas i norr av Klingavälsån. Tillflöden kommer från Sövdeborgssjön och Snogeholmssjön i öster. 

## Delavrinningsområde

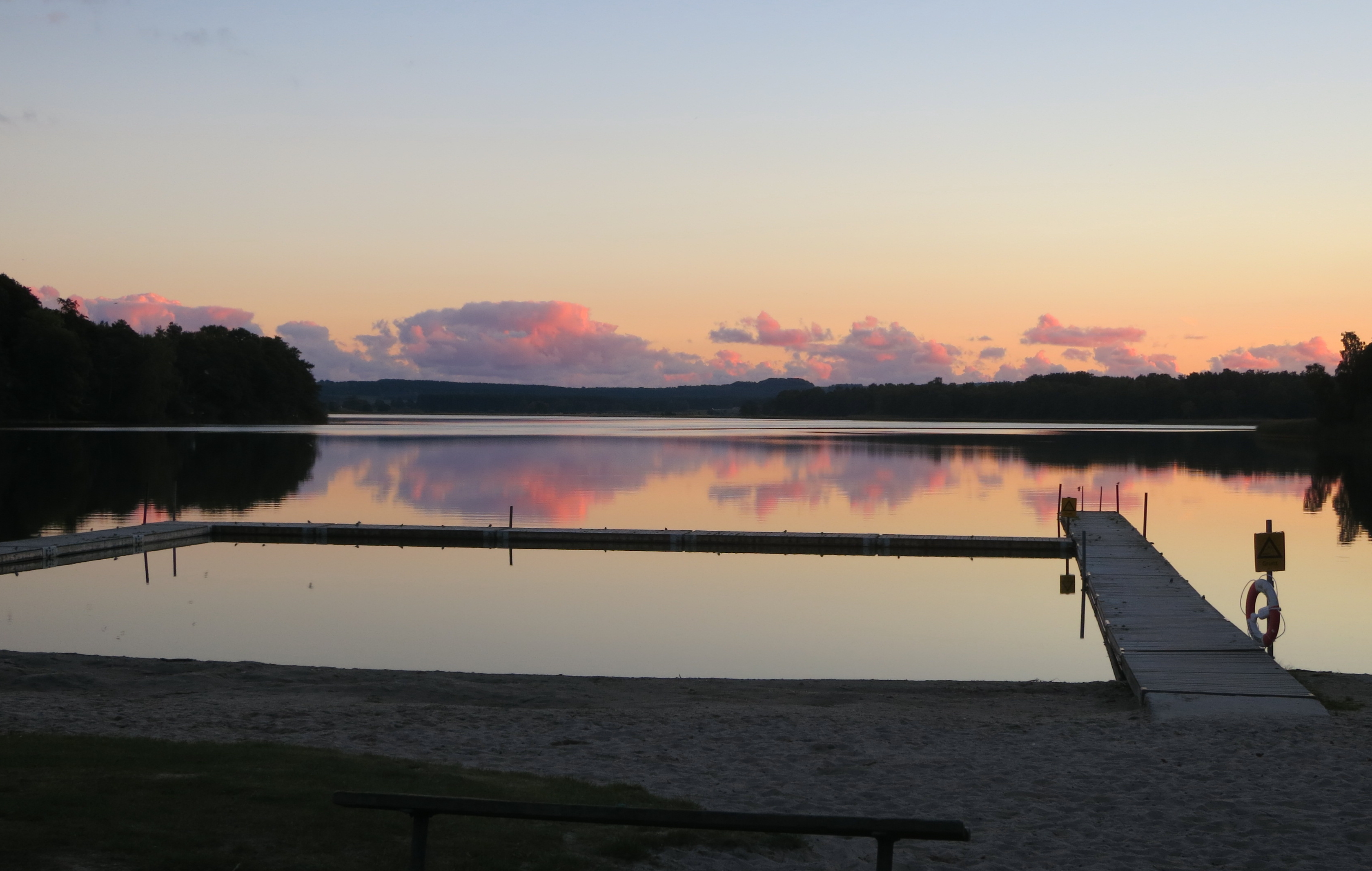
Sövdesjön på kvällen

Sövdesjön ingår i delavrinningsområde (616068-136348) som SMHI kallar för Utloppet av Sövdesjön. Medelhöjden är 66 meter över havet och ytan är 40,3 kvadratkilometer. Räknas de 4 avrinningsområdena uppströms in blir den ackumulerade arean 96,07 kvadratkilometer. Klingavälsån som avvattnar avrinningsområdet har biflödesordning 2, vilket innebär att vattnet flödar genom totalt 2 vattendrag innan det når havet efter 67 kilometer. Avrinningsområdet består mestadels av skog (26 %) och jordbruk (50 %). Avrinningsområdet har 2,8 kvadratkilometer vattenytor vilket ger det en sjöprocent på 6,9 %. Bebyggelsen i området täcker en yta av 0,44 kvadratkilometer eller 1 % av avrinningsområdet.

## Fisk
Vid provfiske har följande fisk fångats i sjön:
- Abborre
- Gärs
- Gädda
- Gös
- Karpfisk obestämd
- Löja
- Mört
- Nors
- Sarv